# Holocaust (banda)
Holocaust es una banda escocesa de heavy metal formada en 1977 y surgida dentro de la escena NWOBHM.

## Historia
Se forman en Edimburgo, influenciados por nombres como Black Sabbath, Judas Priest, Motörhead, UFO, Led Zeppelin, Rush o Budgie.
La formación original incluía dos guitarristas, John Mortimer y Ed Dudley, más el vocalista Gary Lettice, el bajista Robin Begg y el batería Nick Brockie.
Lanzan su disco debut The Nightcomers en 1981. A partir de 1984 y tras algunos cambios en la alineación, con el disco No Man's Land, el guitarrista John Mortimer reformula la banda, desempeñándose como guitarrista y cantante desde entonces, Mortimer ha permanecido como líder y único miembro original de Holocaust al presente.
A lo largo de su historia Holocaust han incorporado elementos del rock progresivo, thrash metal e incluso post-punk en su música; desde el año 2003 el grupo se mantiene como trío, con Scott Wallace y Mark McGrath acompañando a John Mortimer.

## Discografía
- Heavy Metal Mania (1980) EP
- Live From The Raw Loud 'n' Live Tour (1981) EP
- The Nightcomers (1981)
- Live (Hot Curry & Wine) (1983)
- No Man's Land (1984)
- The Sound of Souls (1989) EP
- Hypnosis of Birds (1992)
- Heavy Metal Mania (1993) EP
- Spirits Fly (1996)
- Covenant (1997)
- The Courage to Be (2000)
- War In Heaven / Hell On Earth (2002) Best Of
- Primal (2003)
- Smokin' Valves: The Anthology (2003) Best Of
- Inside The Power Cage (2009) Best Of
- Expander (2013) EP
- Predator (2015)